# La Providencia, Cuautitlán
La Providencia är en ort i Mexiko, tillhörande Cuautitlán kommun i delstaten Mexiko. La Providencia ligger i den centrala delen av landet och tillhör Mexico Citys storstadsområde. Orten hade 3 807 invånare vid folkmätningen 2010.